# Горки (Ленинский район)
Горки — деревня в Ленинском городском округе Московской области России.

## География
Находится примерно в 6 км к юго-востоку от центра города Видного. С севера на юг деревню пересекает Каширское шоссе. Западнее деревни проходит автодорога М4 «Дон». Ближайшие населённые пункты — посёлок городского типа Горки Ленинские и деревня Белеутово. На юге протекает река Пахра, на востоке — река Туровка.
На улице Весенней расположен ЖК Ленинские горки.
К северо-востоку от частной застройки Горок расположен многоэтажный жилой комплекс Город-курорт Май.

## Этимология
Название, предположительно, связано с расположением на высоком берегу реки Пахры.

## История
Деревня Горки впервые упоминается в документах 1542—1543 годов. Деревня являлась вотчиной Гаврила Спасителева, сына итальянского священника Ивана Спасителя, приехавшего в Россию в правление Ивана III. В 1620-х годах в деревне было 7 крестьянских дворов.
Во время Отечественной войны 1812 года деревня Горки серьёзно пострадала, но вскоре была восстановлена. С 1812 года деревня принадлежала генерал-майору Александру Александровичу Писареву, который занялся строительством усадьбы. Усадьба была построена к 1825 году. Горки принадлежали Писаревым до 1860 года. После крестьянской реформы 1861 года крестьяне деревни Горки выкупили свои наделы на государственные ссуды.
На улице Весенней построен ЖК Ленинские горки и сдан в 2017 году. К северо-востоку от частной застройки Горок был построен ЖК Город-курорт Май, состоящий из многоквартирных домов (сдан в 2017—2019 году).
До 2006 года деревня входила в Горкинский сельский округ Ленинского района, а с 2006 до 2019 года в рамках организации местного самоуправления входила в городское поселение Горки Ленинские Ленинского муниципального района.
С 2019 года входит в Ленинский городской округ.

## Население
| 2002 | 2006 | 2010 | 2021  |
| ---- | ---- | ---- | ----- |
| 1806 | ↘345 | ↗533 | ↗3526 |

По данным на 2005 год в деревне проживало 345 человек. Согласно Всероссийской переписи, в 2010 году в деревне проживало 533 человека. В настоящее время население значительно возросло в связи с заселением многоквартирных домов ЖК Город-курорт Май и ЖК Ленинские горки.

## Инфраструктура
- Деревня расположена на Каширском шоссе.
- Улицы: Весенняя, Виноградная, Заповедная, Зелёная, Полевая, Полковникова, Речная, Солнечная[8].
- Детский сад.
- На севере деревни расположена промзона.

## Достопримечательности
- Музей крестьянского быта — часть музея-заповедника «Горки Ленинские». Музей расположен в бывшем доме крестьян Шульгиных. В этом доме в 1921 году В. И. Ленин встречался с жителями деревни Горки[9][2]. Дом Шульгиных является объектом культурного наследия федерального значения[10].
- Курганы вятичей, датируемые XII—XIII веками[2].